# TBSラジオレビュー
TBSラジオレビュー（TBS Radio Review）は、TBSラジオで2002年10月27日から2022年9月25日まで月に1回のペースで10分間放送されていた自己検証・自己批評番組。TBSアナウンサーの出演で収録された音源を、基本として毎月最終日曜早朝に放送していたが、放送の時間帯や形態は放送の期間によって異なっていた（詳細後述）。
このページでは、後継番組として2022年9月30日から放送しているTBSラジオプレス（TBS Radio Press）についても述べる。

## 概要
『TBSラジオレビュー』は、2002年の10月改編で毎週日曜早朝に『プレシャスサンデー』（多数のフロート番組を内包した生ワイド番組）の放送を始めたことを機に、月1回放送のフロート番組として編成。TBSラジオが日本国内の放送法第6条第1項に基づいて設置している放送番組審議会で放送月に審議された内容の概要を報告したほか、同局に寄せられた質問や要望から一部を取り上げたうえで、担当者からの回答を伝えていた。
『プレシャスサンデー』が2021年3月で終了してからも、単独番組として月1回ペースの放送を続けていたが、『TBSラジオレビュー』としては2022年9月分で終了した。9月30日からは、毎週金曜夕方に単独番組として10分間放送するほか、TBSラジオが隔月に1回発行している広報誌と連動。番組審議委員会からの報告を月に1回のペースで続けながら、広報番組としての要素（同局の関係者が強く推したい企画の紹介など）を取り入れる関係で、番組タイトルも広報誌と同名の『TBSラジオプレス』に変更した。
『TBSラジオプレス』については、2022年11月から、放送終了後に放送された音源をラジオクラウドやSpotifyなどの音声配信サービスで公開している。なお、2023年2月10日放送分は、配信限定で放送音源の後に、同番組パーソナリティの宇内梨沙によるTBSラジオのポッドキャストおすすめ番組の紹介を約3分にわたって挿入している。

## 放送時間

### 『TBSラジオレビュー』
- 2002年10月 - 2021年3月：『プレシャスサンデー』内のフロート番組として月に1回（原則として毎月最終日曜日に）放送
  - 2014年3月までは『プレシャスサンデー』が5:00から放送されていたため、オープニング直後の時間帯（おおむね5:05 - 5:15）に内包。翌4月以降は、『プレシャスサンデー』の開始時刻が6:00に繰り下げられたことに伴って、6:45ごろから10分間放送されていた。
  - 実際には生放送パートとの兼ね合いで、放送月によって放送時間が若干前後していた。
- 2021年4月 - 2021年9月：月に1回（原則として毎月最終日曜）5:50 - 6:00に放送
  - 『プレシャスサンデー』の終了に伴う単独番組化によって、放送の時間帯が固定された。
  - 当該時間帯のレギュラー番組で、基本の放送枠が当時4:00 - 6:00に設定されていた『Music Palette♪』は、『TBSラジオレビュー』の放送日に限って5:50で終了していた。
- 2021年10月 - 2022年9月：月に1回（原則として毎月最終日曜）5:20 - 5:30に放送
  - 『Music Palette♪』の基本放送枠が4:00 - 5:30に短縮されたことに伴う措置で、『TBSラジオレビュー』の放送日のみ5:20で終了。

### 『TBSラジオプレス』
- 2022年9月30日 - 2023年9月29日：毎週金曜17:50 - 18:00
- 2023年10月2日 - 2024年1月22日：『こねくと』内のフロート番組として毎週月曜16:50ごろに放送
  - 元の放送時間であった毎週金曜17:50 - 18:00に同月から『木村昴の聴いてくれないと打ち切り』が編成されるため、放送時間を変更し、単独番組時代に比べ放送枠を若干縮小。『こねくと』は長崎放送・NBCラジオ佐賀にも同時ネットされているが、両局では15:50で途中飛び降りとなるため、関東ローカルで放送の時間帯に組み込まれる。
  - 2024年1月1日は、ニューイヤー駅伝中継および特別番組等の編成により当初から休止としていた[2]。
- 2024年2月1日 - 2月29日：毎週木曜17:50 - 18:00
  - 4か月ぶりに単独番組としての編成が復活。これに伴い、2024年1月まで当該時間帯に放送されていた『週刊自動車批評 小沢コージのCARグルメ』（TBSアナウンサーの皆川玲奈が小沢コージと共同でパーソナリティを担当）が、2月5日より『荻上チキ・Session』内のフロート番組として毎週月曜19:30ごろの放送に変更されている。
- 2024年3月4日 - 2025年3月31日 ：『こねくと』内のフロート番組として毎週月曜放送
  - 同月から元の放送時間であった木曜17:50 - 18:00に『えがお presents 菊川怜 PLUS ON LIFE えがおで元気』（TBSアナウンサーで『プレシャスサンデー』最終期のパーソナリティであった山形純菜がアシスタントを担当）が放送開始されることに伴い、再びフロート番組としての放送に戻る。なお、2024年3月は16:50ごろ、4月以降は16:38ごろに放送。
  - 2024年12月30日はTBSラジオの特別編成により『こねくと』が16:00までの放送のため、当番組は休止。
- 2025年4月14日 - ：『アフター6ジャンクション2』内のフロート番組として毎月第1月曜日を除く月曜日の21:05頃から放送
  - 放送時間帯が夕方から夜に移動したため、テーマ曲の歌詞が変更された。
  - TBSラジオで特別番組編成により『アフター6ジャンクション2』が21:00までの放送となる場合、休止となる。

## 出演者
特記のない人物は、出演の時点でTBSアナウンサー。『プレシャスサンデー』では、本編（生放送パート）のパーソナリティとは別のアナウンサーが担当していた。

### 『TBSラジオレビュー』
- 堀井美香（2022年3月まで）
  - TBSテレビからの退社・フリーアナウンサーへの転身に伴って降板
- 山内あゆ（2022年4月 - 9月）

### 『TBSラジオプレス』
- 宇内梨沙（2022年9月30日 - 2024年12月23日）
  - 『TBSラジオプレス』放送開始から1年間は、宇内がパートナーを担当する木曜日の『アフター6ジャンクション』（『アトロク』）の本番前に収録を行っていた。
  - 2024年12月4日に自身のSNS及び『アフター6ジャンクション2』（『アトロク2』）の放送の中で、2025年3月末をもってTBSテレビを退職・2024年内で全ての担当番組からの降板を発表。当番組は年内最終放送となった同月23日で降板した。
- 野村彩也子（2025年1月6日 - ）
  - 2023年9月から体調不良を理由に約1年間休養し、2024年9月にアナウンサーとしての業務に復帰。復帰後初めてのTBSラジオでのレギュラー担当が当番組となる。

備考
- 宇内が出演できない週に代役として他のTBSテレビの現職アナウンサーが担当した例は以下の通り。
  - 2022年11月25日（年次休暇取得のため）：山本匠晃（『アトロク』の金曜パートナーで、直後の『アトロク』にもパートナーとして通常どおり出演）
  - 2024年7月15日：山内あゆ
  - 2024年9月2日・9月9日（年次休暇取得のため）：御手洗菜々
  - 2024年11月11日（体調不良のため）：出水麻衣
- ゲストとしてTBSアナウンサーが出演することもあり、過去には以下の人物がスタジオに出演。これ以外にも出演番組の告知で事前録音形式でのコメント出演という方式もある。
  - 2022年12月23日：赤荻歩（同年から、毎年12月30日に放送の『輝く!日本レコード大賞』ラジオ中継を担当）
  - 2023年10月2日・10月9日：外山惠理（『金曜ワイドラジオTOKYO えんがわ』のパーソナリティ）
  - 2023年11月6日：若林有子（同月まで『マイナビ Laughter Night』のパーソナリティを担当）
  - 2023年12月4日：御手洗菜々（2023年にTBSテレビに入社したアナウンサーで、同月から『マイナビ Laughter Night』のパーソナリティを若林から引き継ぎ）
  - 2024年5月13日：上村彩子（宇内と同じく2015年にTBSテレビに入社、『サステバ』のパーソナリティ）
  - 2024年7月1日：佐々木舞音（同日より毎月第1月曜日に『アフター6ジャンクション2』（『アトロク2』）内で放送されている『アトロク アニメエクストリームジョブ』のパーソナリティを担当）
  - 2025年1月6日：新夕悦男（2024年12月より配信されている『ひるおび』（TBSテレビで平日の昼間に放送されている生放送番組）のポッドキャスト番組『らじおび』のパーソナリティを皆川玲奈と共同で担当）